# Bertolt Meyer

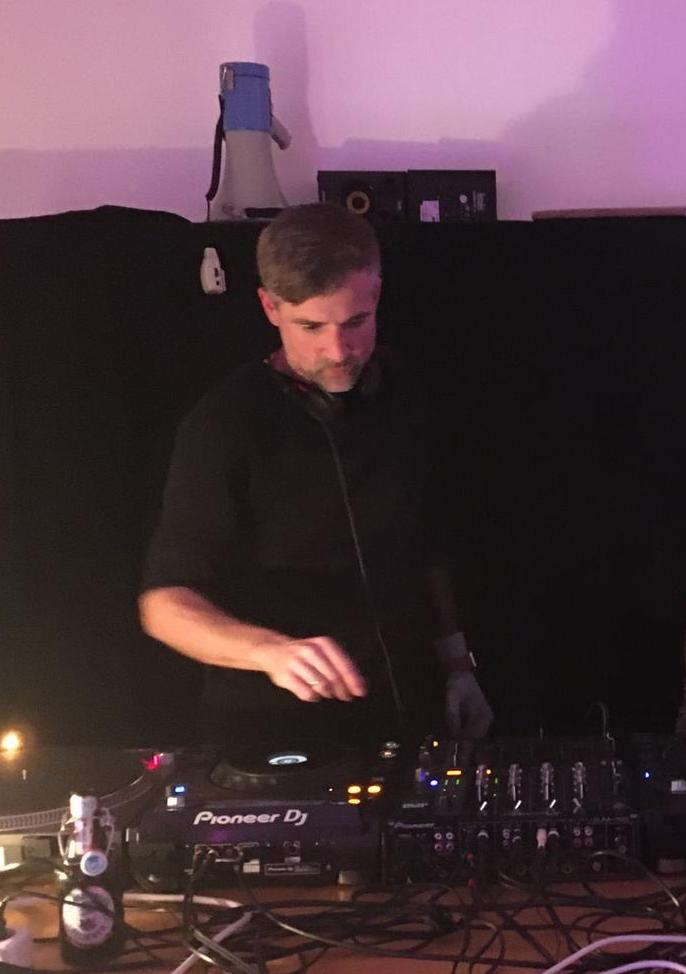
Bertolt Meyer bei der Arbeit als Diskjockey, 2022

Bertolt Meyer (* 4. April 1977 in Hamburg) ist ein deutscher Psychologe, Universitätsprofessor, Musiker und Moderator.

## Leben
Bertolt Meyer ist seit 2014 Professor für Arbeits-, Organisations- und Wirtschaftspsychologie an der Technischen Universität Chemnitz. Von 2022 bis Mitte 2024 war er Sprecher des DFG-Sonderforschungsbereichs 1410 „Hybride Gesellschaften: Menschen in Interaktion mit verkörperten Technologien“. Er forscht u. a. zur Zukunft der Mensch-Maschine-Kollaboration und den gesellschaftlichen Auswirkungen der Digitalisierung, zu Diversität und Stereotypen und zu psychischer Gesundheit am Arbeitsplatz.
Meyer absolvierte sein Grundstudium an der Universität Hamburg und schloss sein Studium an der HU Berlin ab, wo er danach mit einem Stipendium der Studienstiftung des deutschen Volkes promovierte. Anschließend war er von 2007 bis 2014 Oberassistent am Psychologischen Institut der Universität Zürich. Er ist Mitherausgeber der Fachzeitschriften Small Group Research und Frontiers in Psychology – Organizational Psychology und Autor zahlreicher Beiträge und Artikel.
Meyer wurde als Hochschullehrer des Jahres 2024 ausgewählt.
Meyer ist ohne den linken Unterarm zur Welt gekommen (Dysmelie) und ist Markenbotschafter für Össur, die Herstellerfirma seiner Handprothese. Für die Sichtbarkeit von Menschen mit Behinderung tritt Meyer öffentlich ein und wurde mit mehreren Fernsehbeiträgen in Deutschland und im Europäischen Ausland porträtiert.
2013 wurde die von ihm auf Channel 4 moderierte Wissenschaftsdokumentation „How to Build a Bionic Man“ mit dem britischen Grierson Award in der Kategorie beste Wissenschaftsdokumentation des Jahres ausgezeichnet. Seit Mai 2023 moderiert Meyer die Wissenschaftsserie „Agree to Disagree“ auf Arte und den Wissenschaftspodcast „People of Science“ auf Deutschlandfunk Kultur.
Meyer ist nebenberuflich Musiker und DJ und veröffentlicht auf dem Berliner Label DESSERT. Gemeinsam mit der Berliner Musikelektronikfirma KOMA Elektronik und seinem Ehemann, dem Künstler Daniel Theiler, hat er 2020 einen Aufsatz für myoelektrische Armprothesen entwickelt („SynLimb“), der Steuersignale der Elektroden für die Prothesenhand in Kontrollspannung für modulare Synthesizer konvertiert. So lässt sich (s)eine Armprothese direkt an den Synthesizer anschließen.
Meyer ist Mitglied der SPD.

## Schriften (Auswahl)
- The effects of computer-elicited structural and group knowledge on complex problem solving performance: an application of two computer-based tools for knowledge elicitation. Dissertation. Humboldt-Universität Berlin, 2008, doi:10.18452/15788.